# Автошлях Т 2621
Автошля́х Т 2621 — автомобільний шлях територіального значення у Чернівецькій області. Пролягає територією Чернівецького та Дністровського районів через Строїнці — Перебиківці. Загальна довжина — 44,8 км.

## Маршрут
Автошлях проходить через такі населені пункти:
| Автошлях Т 2621     |        |
| Чернівецька область |        |
| Чернівецький район  |        |
| Строїнці            | Н03    |
| Рингач              |        |
| Дністровський район |        |
| Клішківці           | Т 2603 |
| Малинці             |        |
| Шилівці             |        |
| Блищадь             |        |
| Зелена Липа         |        |
| Перебиківці         |        |